# Jesús Rivas
Jesús Andrés Rivas Gutiérrez (ur. 29 października 2002 w mieście Meksyk) – meksykański piłkarz występujący na pozycji prawego obrońcy, od 2025 roku zawodnik Puebli.